# Calamus rhomboideus
Calamus rhomboideus är en enhjärtbladig växtart som beskrevs av Carl Ludwig von Blume. Calamus rhomboideus ingår i släktet Calamus och familjen Arecaceae. Inga underarter finns listade i Catalogue of Life.